# Philip Henry Gosse
Philip Henry Gosse (6. dubna 1810 Worcester – 23. srpna 1888 Torquay) byl britský přírodovědec, popularizátor vědy, naturalista ale také zakladatel ornitologie na Jamajce či vynálezce mořského akvária. Napsal mnoho přírodovědných knih, které si sám na vysoké úrovni ilustroval. Dodnes je ale proslulý především svou knihou Omphalos (pupík), v níž se pokusil sloučit geologické a paleontologické nálezy s doslovným zněním Bible. Tvrdil, že Bůh stvořil Zemi zdánlivě starou (včetně koster nikdy neexistujících tvorů), aby vystavil zkoušce víru lidí.